# Раудсепп, Андреас
Андреас Раудсепп (эст. Andreas Raudsepp; р. 13 декабря 1993, Тапа, Ляэне-Вирумаа) — эстонский футболист, полузащитник.

## Карьера
Начал заниматься футболом в секции клуба «Коткас». С 2007 года Раудсепп находился в системе «Левадии». Долгое время выступал во второй команде. В 2011 году дебютировал за основной состав. Вместе с «Левадией» Раудсепп становился чемпионом, обладателем кубка и Суперкубка Эстонии. По окончании сезона 2017 года покинул клуб.
В дальнейшем выступал за «Калев» (Таллин) и «Нымме Калью». По окончании сезона 2020 года завершил карьеру.
Всего в высшей лиге Эстонии сыграл 223 матча и забил 11 голов.

## Сборная
Андреас Раудсепп прошёл все ступени юношеских сборных страны. С 2012 года он выступал за молодежную сборную Эстонии.
27 декабря 2014 года полузащитник дебютировал за главную команду в товарищеском матче против сборной Катара. Всего в 2014—2016 годах провёл 7 матчей за сборную.

## Достижения
- Чемпион Эстонии: 2013, 2014.
- Серебряный призёр чемпионата Эстонии: 2012, 2015, 2016, 2017
- Обладатель Кубка Эстонии: 2011/12, 2013/14
- Обладатель Суперкубка Эстонии: 2013, 2015